# Republic F-84 Thunderjet
Рипаблик F-84 «Тандерджет» («Громовая струя») (англ. Republic F-84 Thunderjet) — американский одноместный одномоторный реактивный истребитель, истребитель-бомбардировщик. 
Первый реактивный истребитель, поступивший на вооружение многих стран НАТО.

## История создания
Работы над проектом начались летом 1944 года, когда авиакомпания Republic Aviation начала рассматривать возможность использования турбореактивного двигателя (ТРД) на базе самолёта P-47 «Тандерболт» с размещением силовой установки в нижней части фюзеляжа по реданной схеме, но ТРД с осевым компрессором был слишком длинным, и уже в ноябре конструкторы компании, под руководством Александра Картвели приступили к разработке принципиально нового самолёта на базе двигателя General Electric J35. 
При конструировании сосредоточились на снижении аэродинамического сопротивления, поэтому был выбран фюзеляж большого удлинения, двигатель — за кабиной летчика, воздух к нему от лобового воздухозаборника круглого сечения проходил по каналу под полом кабины. Двигатель и воздуховод занимали практически весь объем фюзеляжа, не оставляя места для топливных баков, отчего их в основном пришлось размещать в крыле, относительная толщина профиля которого достигала 12 % (для большинства самолетов в то время она не превышала 11). Позже дальность полета увеличили до 1370 км за счёт дополнительных топливных баков общей емкостью 870,5 л на концах крыла (впоследствии они стали причиной многочисленных аварий и катастроф, т.к. летные испытания с такими баками были проведены формально).
Прототип был готов в декабре 1945 года и совершил свой первый полёт 28 февраля 1946. За тремя прототипами (двигатель фирмы General Electric J35-GE-7 с максимальной тягой 1700 кгс) последовали 15 самолётов под обозначением YP-84A, с более мощным двигателем Allison J35-A-13 (англ.) и вооружением из шести крупнокалиберных 12,7-мм пулеметов М2 скорострельностью 400 выстрелов в минуту (на серийных машинах их заменили М3 со скорострельностью 1200 выстрелов в минуту). На крыле для подвески бомбового и ракетного вооружения были смонтированы пилоны. 7 сентября 1946 года был установлен рекорд скорости для США — 977,6 км/ч (мировой же рекорд скорости в 985,7 км/ч принадлежал английскому самолету METEOR). Эти машины, поступившие в войска весной 1947 года, были впоследствии переделаны в соответствии со стандартом F-84B.

## Варианты

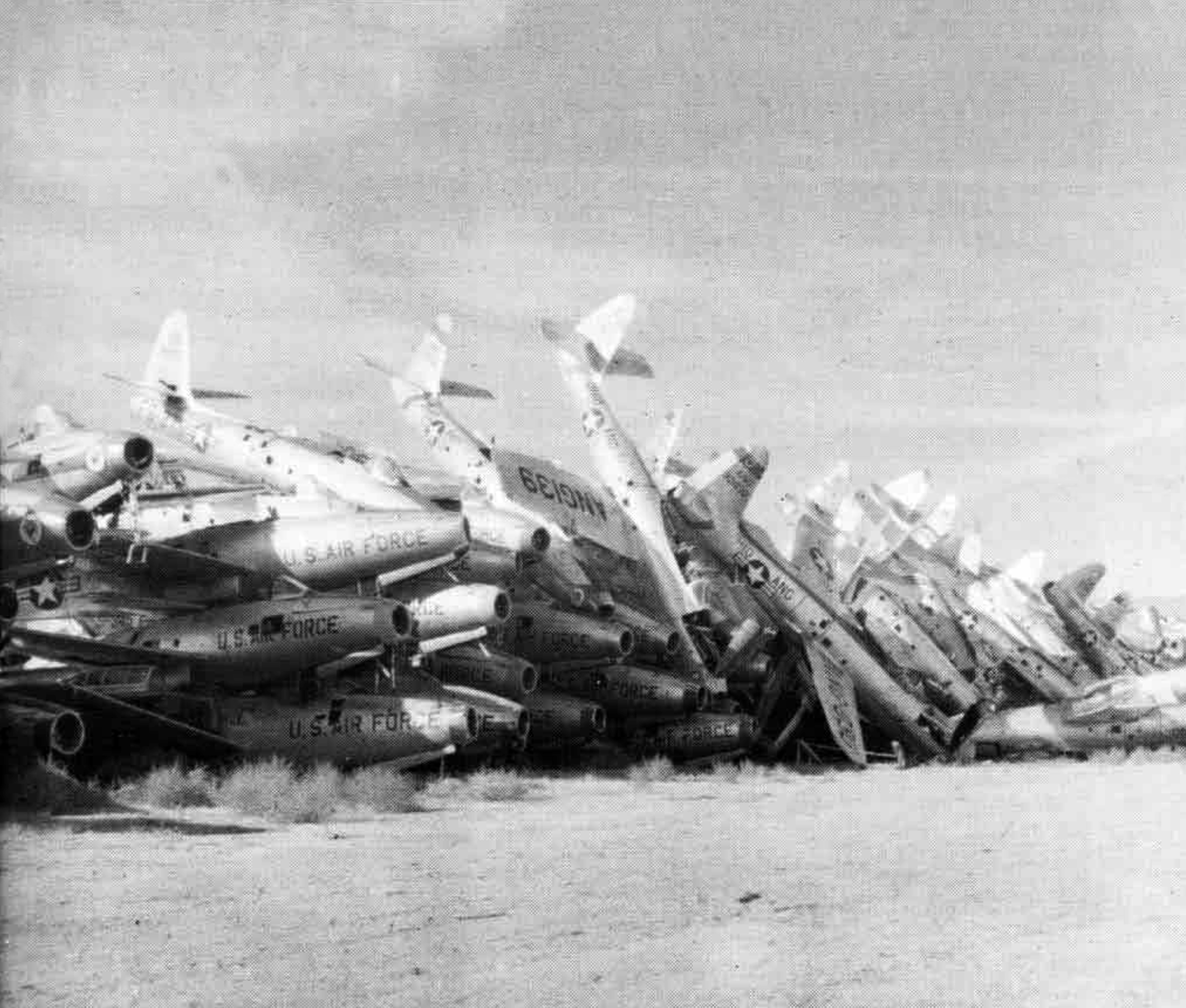
«Кладбище» F-84

### F-84B
Именно F-84B стал первой серийно выпускавшейся моделью самолёта и оснащался катапультирующимся креслом пилота фирмы Мартин-Бейкер, шестью пулемётами калибра 12,7 мм и подкрыльными пилонами для пуска ракет. Поставки F-84B начались с лета 1947 г.; первые самолёты поступили на вооружение 14-й Истребительной Группы, всего было построено 274 самолета, после чего ВВС потребовали еще одной модернизации по причине ряда серьезных недостатков (например тонкая, всего 0,8 мм, обшивка фюзеляжа деформировалась на больших скоростях). У технического персонала самолеты THUNDERJET первой модификации получили прозвище Mechanics Nightmare, то есть "кошмар механиков".

### F-84C
За ними последовали F-84C, в количестве 191 машин. В основном они были аналогичны предыдущей модели, за исключением усовершенствованного электронного оборудования и модифицированных бомбовых механизмов. Снова вернулись к двигателям А-13, поскольку топливная система J35-A-15 работала неудовлетворительно. 
Первые самолеты поступили на вооружение 33-й истребительной авиационной группы в 1948 году. С появлением в частях F-84C «кошмар механиков» стал также и «кошмаром летчиков». В разгар серийного производства многочисленные летные происшествия заставили ВВС прекратить полеты всех THUNDERJET. Неприятности возникали при маневрировании на больших скоростях. При скоростях до 800 км/ч и перегрузках до 4g F-84 вел себя прекрасно, а при превышении этих значений самолет превращался в неуправляемый снаряд. Выяснилось, что подвесные топливные баки смещают аэродинамический фокус и закручивают крыло, увеличивая его угол атаки. При этом усилия на ручке управления самолетом падают практически до нуля, вызывая у летчика впечатление полной потери управляемости. Устранить это вредное явление было чрезвычайно сложно из-за изменения массы баков в процессе полета. Специалистам фирмы пришлось увеличить толщину обшивки крыла, что увеличило его жесткость и, соответственно, уменьшило его закрутку, а также закрепить на баках небольшие треугольные крылышки, сместившие аэродинамический фокус. Эти усовершенствования пошли на пользу THUNDERJET и после испытаний полеты на F-84 были разрешены. 

### F-84D
Следующей моделью был F-84D, имевший усиленную конструкцию крыла и модифицированную топливную систему. Этих самолётов было построено в общей сложности 151.
Появление у СССР в конце 40-х бомбардировщиков Ту-4 и испытание ядерного оружия заставило переработать истребители для арктических условий (т.к. атака ожидалась с северного направления и со стороны Аляски, а «теплолюбивые» американские истребители не рассчитывались на жесткие условия Севера: в топливной системе появлялись кристаллы льда, из-за чего самолеты приходилось основательно подогревать перед началом полетов). Именно F-84D с двигателем, работающим на бензине с октановым числом 100, утолщенной на 0,2 мм обшивкой крыла, стал первым американским «арктическим» самолетом.  Утолщение обшивки дало возможность повысить максимальную скорость на 24 км/ч и снять прочностные ограничения. Переход на бензин облегчил эксплуатацию, но дальность полета упала на 10 процентов. Вместо прицела К-14В был установлен радиолокационный прицел А-1В. Фонарь оборудовали системой аварийного сброса, а для облегчения доступа к пулеметам цельносъемный верхний капот заменили откидной крышкой с петлями в носовой части самолета. Всего было построено 318 таких самолетов. Эксплуатация F-84D показала, что конструкторам и производственникам удалось избавить этот самолет от большинства недостатков предыдущих модификаций. 
Тем не менее, совершенствование истребителя F-84 продолжалось и в мае 1949 появилась модификация F-84E, которая в дополнение к своим шести пулемётам была способна нести две 454 килограммовые бомбы или 32 ракеты.

### F-84E
F-84E стала первой версией Thunderjet, которая достигла характеристик заданных в техническом задании, а также первой версией Thunderjet которая производилась крупной серией. 
Конструкцию доработали под двигатель J35-A-17D с тягой 2360 кгс. 
На 380 мм увеличилась длина фюзеляжа. Крыло было усилено дополнительными нервюрами и более прочными лонжеронами. 
Расчетная перегрузка планера F-84E достигла 14 ед. (у предыдущих модификаций — 11); в результате скорость превысила 965 км/ч. 
В хвостовой части самолета могли подвешиваться стартовые твердотопливные ускорители. 
Появились дополнительные подвесные топливные баки на подкрыльевых пилонах, увеличившие дальность полета до 2406 км. 
Новые требования ВВС и авиации флота к оборудованию кабины заставили увеличить ее длину и заменить фонарь. 
На серийные F-84E впервые в истории авиации США непосредственно на заводе устанавливалась система дозаправки топливом в воздухе, при этом топливоприемник закреплялся на передней кромке левого полукрыла. 
Этот самолёт мог нести значительный бортовой комплект средств поражения, что делало его превосходным истребителем-бомбардировщиком, и имел значительную дальность полёта, что делало его хорошим истребителем сопровождения. 
Производство F-84E было начато в 1949 году. Первые самолёты использовались стратегическим авиационным командованием США в качестве истребителя сопровождения. Эти машины получили 27-е авиакрыло истребителей сопровождения и 31-е авиакрыло истребителей сопровождения. 
Вначале самолёт совершил беспосадочный перелёт Гавайи — Япония, а затем два вылета из Японии в Ялуцзян.
В 1952 году несколько F-84E проходили испытания по программе FICON в качестве бортовых истребителей бомбардировщика В-36, и на этом история «прямокрылого» F-84 завершилась.

### F-84G
По замыслу Картвели, F-84E должен был стать последней модификацией «Тандерджета» с прямым крылом, но в начале 1950-х у США появились сравнительно небольшие ядерные боеприпасы, которые уже могли доставляться к цели самолетами тактической авиации. Подходящего носителя не было, и фирме предложили переделать удачный F-84E в ядерный бомбардировщик. Модификацию обозначили F-84G. Он стал последним в семействе реактивных машин с прямым крылом F-84 (и самым многочисленным из них — 3025 машин), и первым одноместным американским истребителем, способным нести ядерное оружие.  В августе 1951 первые серийные самолеты поступили на вооружение 31-го истребительного эскортного авиакрыла с авиабазы Тернер (штат Калифорния). Зимой 1952-го часть самолетов перебросили в Корею для боевых испытаний. Серийное производство последней модификации F-84 с прямым крылом закончилось в июле 1953 г. 
Самолет оснащался оборудованием для дозаправки в воздухе и  автопилотом. За счёт более вместительных подвесных топливных баков дальность полета достигала 3240 км. В 1954 году, используя дозаправку в воздухе, F-84G совершил рекордный для одноместных реактивных истребителей беспосадочный перелет через Атлантику.
На F-84G устанавливался двигатель J35-A-29 с тягой 2540 кг. 
Для самолетов своего времени F-84 имел не самую большую взлетную дистанцию, всего 2150 м при взлетном весе 9980 кг, но она уже становилась препятствием на пути использования машины с грунтового аэродрома. По заказу ВВС фирма провела исследования по запуску F-84 с короткой наклонной рампы (длина 15 м) за счет энергии мощного порохового ускорителя от крылатой ракеты «Матадор». В случае успеха планировалось выдвинуть пусковые установки F-84 поближе к границам СССР. Модифицированный самолет получил обозначение EF-84G. В момент отрыва от рампы самолет имел скорость 120 км/ч, а летчик испытывал перегрузку в 3g. Пороховой ускоритель создавал при работе огромные клубы дыма, которые демаскировали рампу, и на вооружение такую систему не приняли.
К 1956 году  Стратегическое Авиационное командование США отказалось от  использования F-84G, хотя Тактическое командование еще некоторое время сохраняло эти самолеты на вооружении. Из трех тысяч выпущенных машин 1936 были поставлены в другие страны НАТО. Разбег и взлет F-84G с полной боевой загрузкой был очень длинным, что создавало множество проблем. Тем не менее, эти самолеты долгое время обеспечивали эффективное противостояние силам Варшавского договора в Центральной  Европе.

## Боевое применение

### Война в Корее
Перед отправкой F-84 в Корею ВВС провели целую серию испытаний силовой установки самолета в условиях, приближенных к боевым (грунтовой аэродром, большое количество пыли и песка), для чего построили пескометную установку. Трубу пескомета направляли в воздухозаборник F-84 и прогоняли двигатель по всем режимам работы — от малого газа до взлетного. Через ТРД за 10 минут работы проходило 8,5 кг песка. Осмотр двигателя выявил небольшую эрозию, и испытания продолжили. ТРД отказал только после того, как через него прошло 215 кг песка. Такие результаты вполне устраивали военных. 
Во время войны в Корее ВВС США с неохотой отправляли главные силы в Азию, так как многие командующие считали Корею прелюдией к Третьей мировой войне, в случае наступления которой North American F-86 Sabre должны оставаться в Северной Америке для перехвата советских бомбардировщиков несущих советские атомные бомбы, а F-84E Thunderjet должны были сопровождать бомбардировщики B-50 во время нанесения ответного удара.
Это мнение начало постепенно меняться после того как ноябре 1950 года в небе над Ялуцзяном появился первый МиГ-15. В результате принимается решение перебросить в конце ноября в Корею F-86 Sabre из 4 авиакрыла истребителей-перехватчиков и F-84 Thunderjet из 27 авиакрыла истребителей сопровождения. 
Самолёты прибывают в Корею в начале декабря 1950 года, как раз в то время, когда в конфликт вмешивается армия Китая.
В середине декабря F-84E 27 авиакрыла начинают выполнять первые миссии в Корее. Становится ясно, что F-84E не мог соперничать с МиГ-15 как в деле завоевания господства в воздухе, так и в защите B-29. Тем не менее, дальность полёта, скорость и грузоподъёмность F-84 были выше чем у F-80C, что делало его пригодным в качестве истребителя-бомбардировщика. Так что во время Корейской войны F-84E использовались в основном для штурмовых атак.
В конце весны 1951 года 49 группа истребителей-бомбардировщиков, используя с самого начала войны F-80, была переоснащена F-84E (сразу перед возвращением 27 авиакрыла истребителей сопровождения в США). Thunderjet 49 группы имели в то время самую цветастую окраску — с красно-белыми, с чёрно-белыми и с чёрно-жёлтыми полосами на хвостовом оперении (в каждой эскадрилье была своя расцветка).
F-84G появились в небе Кореи в 1952 году, и в заключительные месяцы войны самолёты, входившие в состав 49-го и 58-го истребительно-бомбардировочных крыльев, нанесли удары по северокорейским ирригационным дамбам, имевшим жизненно важное значение для местной экономики. Первой целью стала плотина Токсан, располагавшаяся на реке Потонг в 20 километрах к северу от Пхеньяна. Удар был нанесён во второй половине дня 13 мая 1952 года. В налёте участвовало 59 F-84 из состава 58 ИБК, оснащенных 454-килограммовыми бомбами. Первые результаты казались разочаровывающими: несмотря на значительные повреждения плотина не была разрушена. Однако фотографии, полученные на следующее утро с помощью самолёта-разведчика RF-80, показали, что цели всё-таки удалось достичь: за ночь давление воды разрушило повреждённую плотину, и наводнение покрыло обширную территорию, в том числе было уничтожено несколько километров железных дорог, шоссе, соединявшее север и юг страны, аэродром, несколько населённых пунктов. Только одним этим ударом транспортной системе Северной Кореи был нанесён бо́льший урон, чем за несколько предыдущих недель непосредственных бомбардировок. Воодушевлённый этим успехом главнокомандующий американских войск генерал Уэйланд немедленно отдал приказ об ударах по плотинам Часан и Кувонга.
Можно сказать, что F-84 поставил последнюю точку в Корейской войне, когда 27 июля 1953 года самолёты из состава 49-го и 58-го ИБК нанесли удары по аэродромам на севере страны.
За всё время войны «Тандерджеты» совершили 86 408 боевых вылетов. Согласно официальным данным США, за всё время эксплуатации F-84 в USAF (ВВС США), истребителями этого типа было уничтожено в воздушных боях 11 самолётов противника,в том числе 10 МиГ-15 и 1 Як. После перепроверки цифры были снижены до 8 МиГ-15 и 1 Яка.; все победы были одержаны в период Корейской войны 1950—1953 годов, исключительно в 1951 году.
Подтверждены[кем?] были только 3 сбитых МиГ-15 из 8 заявленных:
- 23 января 1951 года был сбит советский МиГ-15 29-го гиап в районе Сингисю, пилот погиб;

- 23 января 1951 года был сбит китайский МиГ-15, пилот погиб;

- 23 января 1951 года был сбит китайский МиГ-15, пилот выжил;

- 7 апреля 1951 года был сбит советский МиГ-15 196-го иап в районе Сыныйджу, пилот выжил;

- 26 июня 1951 года был сбит советский МиГ-15 17-го иап в районе Кинхори, пилот погиб;

- 19 сентября 1951 года был сбит советский МиГ-15 523-го иап в районе Ансю, пилот выжил.[5]

Советскими пилотами было заявлено сбитие 186 F-84 (после перепроверки эта цифра была снижена до 178), китайскими 27 «Тандерджетов». Американцами подтверждена потеря за всю войну причём по неполным данным 18 F-84 в воздушных боях, при этом ими же подтверждалось очень большое количество потерь куда также теоретически могут входить воздушные бои, в том числе, «сбитых неизвестных чем» — 13, «пропавших без вести» — 33 и «в бою по неизвестной причине» — 63, .
Всего война обошлась США по данным Дэвида Макларена в 335 потерянных «Тандерджетов». В то же время по официальным американским данным (документ USAF Statistical Digest FY1953) в войне было потеряно 335 F-84 или 358 (сайт неизвестного автора со ссылкой на USAF Statistical Digest FY1953, из них 249 в бою и 109 в инцидентах).

### Китайско-тайваньский конфликт
F-84 тайваньских ВВС участвовали во множественных столкновениях с МиГ-15 и МиГ-17 ВВС КНР.
Известные инциденты:
- 4 июля 1955 года тайваньским F-84G сбит китайский МиГ-15[10];

- 14 апреля 1956 года тайваньским F-84G сбит китайский МиГ-15[10];

- 20 июля 1956 года тайваньским F-84G сбит китайский МиГ-15[10];

- 21 июля 1956 года тайваньским F-84G сбиты два китайских МиГ-15[10];

- 17 июня 1958 года в районе китайской провинции Гуанси RF-84F была перехвачен звеном МиГ-15бис. В ходе боя тайваньский лётчик Цинь Мао-Чан не справился с управлением и врезался на своём «Тандерджете» в гору и погиб;

- 29 июля 1958 года в районе китайского острова Фуцзянь произошёл массовый воздушный бой четырёх истребителей F-84G против четырёх МиГ-17. В ходе боя были сбиты 2 «Тандерджета», «МиГи» потерь не имели — F-84G, пилот которого Джин Цу-Моу погиб и F-84G, пилот которого Лиу Цинь-Чуань катапультировался над своей территорией[9].

Таким образом, на данный момент в воздушных боях известно о потере как минимум 3 «Тандерджетов», и о 5 согласно западных заявлений подтверждённых воздушных победах над МиГ-15 (стоит уточнить что совершенно ни одно западное заявление не имеет информации о самолётах или пилотах).

### Европа
F-84 ВВС США и западноевропейских стран имели столкновения с МиГ-15, МиГ-17 и МиГ-19 над территорией Восточной Европы. Известные инциденты:
- 10 марта 1953 года в ходе воздушного боя над Мерклином (Чехословакия) между двумя F-84E 53-й аэ ВВС США и двумя МиГ-15 5-го иап ВВС Чехословакии огнём пилота Ярослава Шрамека был сбит один американский истребитель (с/н 49-2192, пилот 1-й л-т У. Браун катапультировался)[11][12].

- 29 мая 1958 года истребитель-разведчик RF-84F 42-й аэ ВВС Бельгии (с/н 52-7237) нарушил воздушное пространство ГДР и был перехвачен парой истребителей МиГ-17Ф 773-го иап ВВС СССР. После открытия огня по нарушителю бельгийский пилот л-т М. Паулюс был вынужден совершить посадку на восточногерманском аэродроме Дамгартен, через нескольких недель после ареста лётчик и самолёт были возвращены Бельгии[13].

- 22 октября 1959 года пара истребителей F-84F аэ JBG-34 ВВС ФРГ (с/н-а 51-9517 и 52-6546) пересекла Графенвёр и нарушила воздушное пространство Чехословакии. Над Чехословакией оба западногерманских «Тандерстрика» рухнули, пилоты штабс-унтер-офицер Г. Краус и унтер-офицер Р. Хоффман катапультировались и были арестованы[13].

- 12 октября 1959 года истребитель F-84F 155-й аэ ВВС Италии (с/н 53-6642) нарушил воздушное пространство Чехословакии и ему на перехват пришлось поднять четыре самолёта — пару МиГ-19П (пилоты 11-го иап Й. Файкс и 4-го иап Д. Сежноха) и пару МиГ-17ПФ (пилоты 1-го иап Д. Фальта и 11-го иап Я. Буреш). «Тандерстрик» был принуждён «МиГами» Й. Файкса и Я. Буреша к посадке на чехословацкий аэродром Карловы Вары. Пилот лейтенант Е. ди Майо был арестован и через две недели отпущен, истребитель был возвращён Италии через несколько месяцев, при этом он уже был в неремонтопригодном состоянии и был списан после получения[12].

- 14 сентября 1961 года пара истребителей F-84F аэ JaBoG 32 Люфтваффе (пилоты фельдфебель Питер Пфефферкорн и штабс-унтерофицер Ганс Еберл) участвовали в военных учениях НАТО «Шах и Мат», в процессе которых заблудились и вторглись в воздушное пространство ГДР. К северу от Лейпцига пилоты осознали свою ошибку, к этому времени им на перехват вылетели «МиГи». Сотрудники берлинского центра управления воздушным движением приказали двум пилотам не поворачивать назад, рискуя встретиться с «МиГами», а направиться в контролируемый французами аэропорт Тегель. Оба самолёта успешно совершили посадки в Тегеле. Позже французы отпустили лётчиков, однако самолёты были закопаны французами под землю возле аэродрома. В результате расследования инцидента потеряли свои посты несколько высокопоставленных офицеров ФРГ[14]. В 70-х годах немцы случайно обнаружили два закопанных неполётопригодных истребителя возле аэродрома, причем к этому времени самолёты данного типа уже сняли с вооружения[15].

- 21 июля 1967 года истребитель F-84G 235-й аэ 98-го иап ВВС Югославии (б/н 10711) нарушил воздушное пространство Албании и был перехвачен тройкой албанских истребителей МиГ-19 (F-6). «Тандерджет» был принуждён к посадке на аэродром Ринас. Югославский пилот подпоручик Божидар Вуйович был задержан. Позже лётчик и самолёт были возвращены[16].

- В 1968 году истребитель F-84G ВВС Югославии по ошибке приземлился на столичный болгарский аэродром в Софии. Известно что пилот был в звании подпоручик. Что стало с самолётом, не известно[17].

Таким образом, из указанных выше эпизодов известно о не менее чем 6 истребителях F-84 всех модификаций, включая F-84F, потерянных над территорией Восточной Европы в ходе воздушных боёв, либо в инцидентах.

### Война за независимость Анголы
В ходе антиколониальной войны в Анголе ВВС Португалии довольно активно применяли самолёты F-84G Thunderjet. В ходе войны было потеряно по крайней мере 13 португальских F-84G. Бортовые номера потерянных «Тандерджетов»: 5180, 5207, 5177, 5128, 5111, 5186, 5217, 5164, 5213, 5130, 5168, 5184 и 5199.

### Кипрский конфликт
Самолёты F-84, включая F-84F, имелись в больших количествах на вооружении у Греции и Турции, причём обе стороны их применяли в ходе конфликта на Кипре.
До 1974 года
Известные инциденты:
- В первой половине августа 1964 года во время боёв за Коккину в авиаударах по Кипру принимали участие F-84G из 161-й аэ ВВС Турции. В конце августа над Кипром впервые стали совершать разведывательные вылета греческие RF-84F. В один из дней шестёрка греческих «Тандерстриков» была несколько раз перехвачена британскими истребителями Ligthing, с целью сорвать фотографирование, что однако не удалось.

- 5 июня 1964 года во время возвращения после разведывательного полёта над Кипром в Средиземное море рухнул самолёт-разведчик RF-84F ВВС Турции (с/н 52-8871, пилот М. Сербетки погиб).

- 25 ноября 1967 года при посадке на авиабазу Инджирлик после разведывательного полёта над Кипром разбился самолёт-разведчик RF-84F ВВС Турции (с/н 52-8750, пилот Т. Ирдабак погиб).

- В августе 1967 года национальная гвардия Кипра заявила что сбила турецкий TF-84F.

Вторжение
Турецкие F-84F применялись во время массированного вторжения на Кипр в 1974 году.

## Аварии и катастрофы
8 июня 1951 года за один день ВВС США в авариях потеряли 10 истребителей F-84E. Девять из них разбились в районе Ричмонда (Индиана), погибло три пилота, причём шесть самолётов практически одновременно рухнули возле частного дома перед ребёнком, играющим на пианино. Десятый американский «Тандерджет» разбился на ливийской авиабазе Виилас.
1 июля 1955 года за один день в авариях разбилось девять истребителей F-84G. Восемь из них из состава ВВС Португалии разбилось возле португальского города Коимбра, погибли все восемь пилотов. Вдобавок, в районе датского острова Рёмё разбился один датский F-84G, пилот погиб.

## Тактико-технические характеристики

Схема F-84C

Приведенные характеристики соответствуют модификации F-84E.
Источник данных: Standard Aircraft Characteristics.

Технические характеристики
- Экипаж: 1 (пилот)
- Длина: 11,73 м
- Размах крыла: 11,09 м
- Высота: 3,84 м
- Площадь крыла: 24,15 м²
- Стреловидность по передней кромке: 6°15'
- Коэффициент удлинения крыла: 5,1
- Средняя аэродинамическая хорда: 2,25 м
- Профиль крыла: R4, 45-1512-9
- Колея шасси: 5,06 м
- Масса пустого: 4672 кг
- Масса снаряжённого: 5383 кг
- Нормальная взлётная масса: 8233 кг (с ПТБ на законцовках)
- Максимальная взлётная масса: 10 251 кг
- Максимальная посадочная масса: 10 251 кг
- Масса в бою: 6702 кг
- Масса топлива во внутренних баках: 1333 кг + 2712 кг в ПТБ)
- Объём топливных баков: 1711 л + 3483 л в ПТБ
- Силовая установка: 1 × ТРД Allison J35-A-17B
- Тяга: 1 × 21,80 кН (2223 кгс) (максимальная)
  -     - нормальная: 1 × 18,89 кН (1923 кгс)

  - Длина двигателя: 3,71 м
  - Диаметр двигателя: 1,02 м
  - Сухая масса двигателя: 1025 кг

Лётные характеристики
- Максимальная скорость: 996 км/ч (у земли)
- Крейсерская скорость: 783 км/ч
- Скорость сваливания: 225 км/ч (при нормальной взлётной массе)
- Боевой радиус: 443 км
  - с 2 × ПТБ: 1030 км (типовая задача)
  - с 4 × ПТБ: 1476 км
- Практическая дальность: 2420 км (с 2 × ПТБ)
- Перегоночная дальность: 3289 км (с 4 × ПТБ)
- Практический потолок: 13 731 м (при 0,5 м/с)
- Скороподъёмность: 19.1 м/с
- Время набора высоты:
  - 6096 м за 5,4 мин
  - 9144 м за 10,3 мин
  - 12192 м за 22,2 мин
- Нагрузка на крыло: 340,79 кг/м²
- Тяговооружённость: 0,27
- Длина разбега: 1189 м
- Длина пробега: 769 м

Вооружение
- Стрелково-пушечное: 6 × 12,7 мм пулемётов M3 Colt-Browning с 300 патр. на ствол (4 в носовой части, 2 крыльевых)
- Точки подвески: 2
- Боевая нагрузка: 1415 кг
- Неуправляемые ракеты: 8 × 127 мм ракет HVAR
- Бомбы: свободнопадающие:
  -     - 2 × 454 кг или 227 кг или 159 кг или 113 кг или 45 кг

## Эксплуатанты
США
- ВВС США: 226 F-84B, 191 F-84C, 154 F-84D, 743 F-84E и 789 F-84G.[27]

 Бельгия
- ВВС Бельгии: 21 F-84E и 192 F-84G, первые получены в апреле 1951 года.[28] Служили до сентября 1957 года.

 Греция
- Королевские ВВС Греции: около 200 самолётов F-84G, 1952-06.1960.[29]

 Дания
- ВВС Дании: 240 F-84G (04.1952-01.1962) и 6 F-84E[30]

 Иран
- Шахские ВВС Ирана: 34 F-84G с мая 1957 года до февраля 1965.[29]

 Италия
- ВВС Италии: 254 F-84G.[29]

 Китайская Республика
- ВВС Китайской Республики: F-84G, 1953-1964.[31]

 Нидерланды
- ВВС Нидерландов: 21 F-84E и 179 F-84G. Входили в состав 306, 311, 312, 313, 314, 315 и 316-й эскадрилий.[31]

 Норвегия
- ВВС Норвегии: 6 F-84E и 200 F-84G 1951-1960.[31]

 Португалия
- ВВС Португалии: 125 F-84G, 01.1953-1973.[31]

 Таиланд
- ВВС Таиланда: 31 F-84G с 1956 по 1966 гг.[32]

 Турция
- ВВС Турции: 479 F-84G поставлялись начиная с 1952 года[32]

 Франция
- ВВС Франции: получено около 140 F-84E и F-84G.[28]

 Югославия
- ВВС Югославии: 219 F-84G применялись с июня 1953 года по 1974 год.[32]